# Johann Anton Tillier (Ratsherr, 1604)
Johann Anton Tillier (IV.) (getauft am 28. Februar 1604; † 1682) war ein Berner und Schweizer Politiker  und entstammte der Berner Patrizierfamilie Tillier.

## Leben
Tillier wurde 1627 bernischer Grossrat, 1631 Grossweibel, 1634 Schultheiss von Burgdorf, 1640 Mitglied des Kleinen Rates, 1648 Vogt in Lausanne, 1650 Welschseckelmeister. Als Kleiner Rat der Republik Bern führte er 1653 im Schweizer Bauernkrieg Verhandlungen mit dem Bauernführer Niklaus Leuenberger und den aufständischen Bauern aus dem Emmental. Tillier wurde 1668 Salzdirektor, 1674 Venner.

## Wappenscheiben
| Jahr | Gebäude, Ort                                 | Link zu Bild |
| ---- | -------------------------------------------- | ------------ |
| 1632 | Schloss Holligen, Bern                       |              |
| 1674 | Reformierte Kirche, Langnau im Emmental      |              |
| 1675 | Reformierte Kirche, Leissigen                |              |
| 1678 | Reformierte Kirche, Hasle b. Burgdorf        |              |
| 1678 | Reformierte Kirche, ehem. St. Ulrich, Erlach |              |